# Sieroprofilassi
La sieroprofilassi è una procedura di immunoprofilassi passiva che consiste nel conferimento di un'immunità passiva immediata tramite somministrazione per via parenterale di anticorpi (immunoglobuline endovena o immunoglobuline iperimmuni).
I sieri somministrati, chiamati antisiero, hanno origine umana o non umana, e contengono anticorpi monoclonali o policlonali; rientrano nella classificazione ATC col codice J06. Gli antisieri sono ampiamente utilizzati nei laboratori di virologia diagnostica.  
L'uso più comune della sieroprofilassi nell'uomo è con antitossine o sieri antiveleno. 
La sieroprofilassi viene praticata anche quando si teme che un soggetto sia a rischio di sviluppare una malattia infettiva essendo entrato a contatto col patogeno stesso, ricorrendo all'utilizzo di siero convalescente. Se il pericolo infettivo non è imminente, si preferisce attuare la vaccinazione, con la quale si determina uno stato di immunità attiva, in quanto la permanenza degli anticorpi somministrati è solamente di qualche settimana.
Anche l'immunoprofilassi con siero anti-D per prevenire la malattia emolitica del neonato è una tipologia di sieroprofilassi.